# Route nationale 98 (France)
Pour les articles homonymes, voir Route nationale 98.
La route nationale 98 ou RN 98 est une route nationale française. Elle reliait, dans son avant-dernière configuration, Toulon à Menton.
À la suite du transfert de routes nationales aux départements de 2006, elle est devenue RD 98 et 559 dans le Var et RD 6098 dans les Alpes-Maritimes.

## Histoire
La route nationale 98 a été créée en 1824 et relie à l'origine Toulon à Saint-Tropez, succédant à la route impériale no 117 de Toulon à Saint-Tropez, créée le 16 décembre 1811. En 1870, elle est prolongée de Cogolin à Fréjus. En 1933, elle est prolongée jusqu'à Mandelieu en suivant la Corniche d'Or qui était auparavant classée RN 7. À la suite de la réforme de 1972, le tronçon entre La Napoule et Mandelieu a été déclassé en RD 2098. La RN 98 est ensuite prolongée jusqu'à Roquebrune-Cap-Martin, elle reprend le tronçon la Napoule - Antibes de la RN 559, la RN 559C à Antibes, la RD 41 entre Antibes et Nice, la Promenade des Anglais à Nice et le tronçon Nice - Roquebrune-Cap-Martin de la RN 559.
Ne subsiste plus, après la réforme de 2005, qu'une section située à Hyères dans le prolongement de l'autoroute A 570 jusqu'à l'avenue Godillot.

## Communes traversées
Axe structurant de la Côte d'Azur à l'instar de la RN 7 et l'A8, elle traverse les communes et lieux-dits suivants :

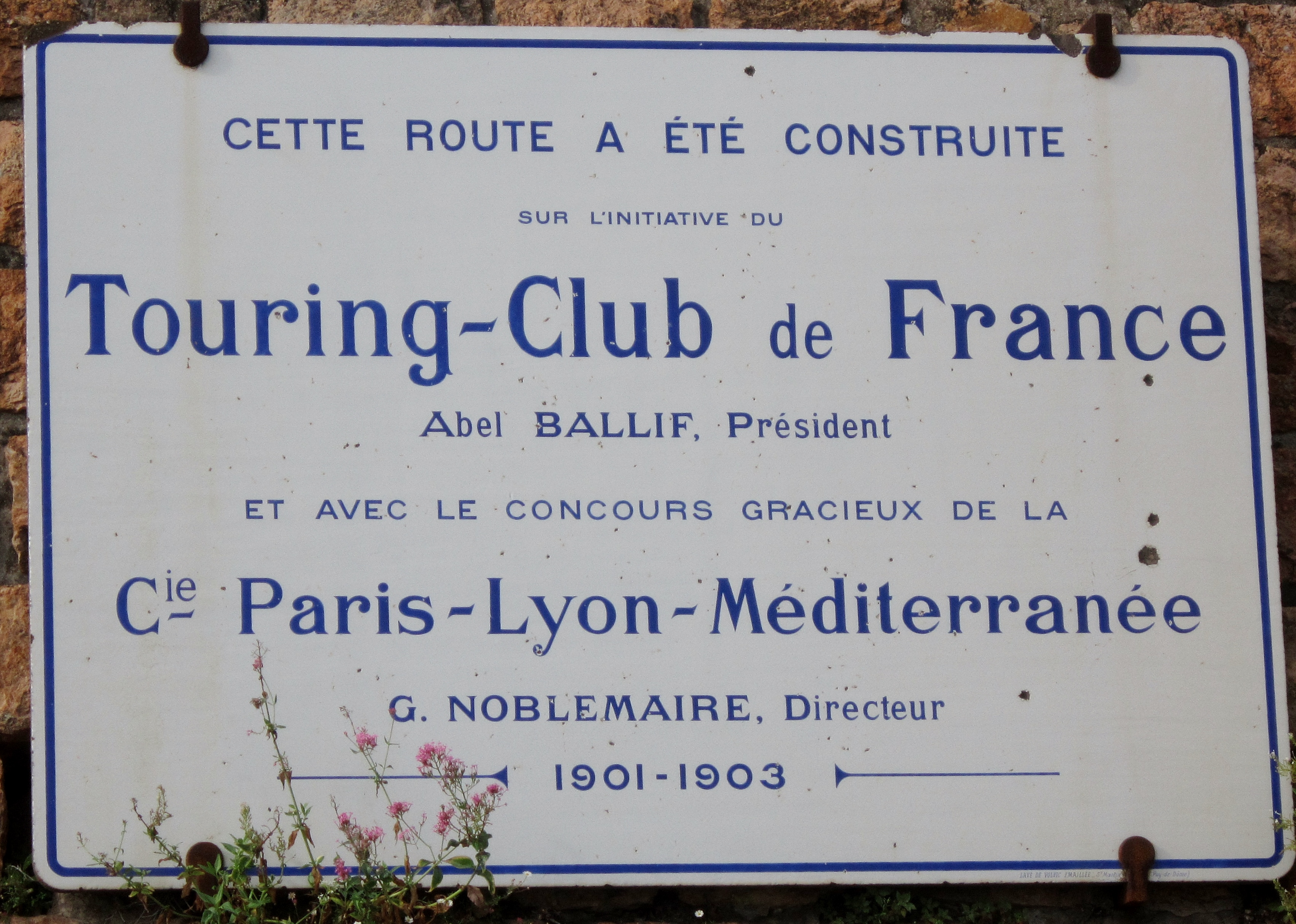
Théoule-sur-Mer : Plaque commémorative de la construction de la route de la Corniche d'Or.

- La Valette-du-Var, La Bigue, D 46 | D 246 | D 97 | D 98 (km 0)
- La Garde, Quatre Chemins de La Pauline(km 2) D 29 | D 67
- La Garde, La Pauline, D 29 (km 3)
- La Crau, Gavarry, (km 7) D 76
- Hyères, La Bayorre,  (km 10) D 46 | D 554
- Hyères (km 13) D 554 | D 559
- Hyères, Saint-Nicolas, (km 19)  | D 559A
- La Londe-les-Maures (km 22) D 559A
- La Londe-les-Maures, La Pabourette, (km 25) D 559A
- La Londe-les-Maures, Valrose, (km 29) D 559A
- Bormes-les-Mimosas, La Verrerie, (km 31)
- La Môle (km 45)
- Cogolin (km 54)
- Gassin, La Foux (km 60) D 559 | D 98A
- Grimaud, Port-Grimaud (km 61) D 559 | D 61
- Grimaud, Saint-Pons les Mûres (km 63) D 14
- Sainte-Maxime(km 66) D 559 | D 25
- Sainte-Maxime, La Nartelle,(km 69) D 559
- Sainte-Maxime, La Garonnette,(km 71) | D8
- Roquebrune-sur-Argens, Les Issambres(km 74)
- Saint-Aygulf (km 81) D 7
- Fréjus (km 86) DN 7|D 8|D 37|D 98B|D 98C|D 100|D 100A|D 559
- Saint-Raphaël (km 89) D 98C|D 100A|D 559
- Boulouris (km 94)
- Agay (km 100) D 100|D 559
- Théoule-sur-Mer D 6098 (km 118)
- Mandelieu-la-Napoule, La Napoule(km 123)
- Cannes, La Bocca, (km 127)
- Cannes (km 129)
- Vallauris, Golfe-Juan (km 134)
- Antibes, Juan-les-Pins (km 139)
- Antibes (km 140)
- Villeneuve-Loubet, La Plage(km 147)
- Cagnes-sur-Mer (km 149)
- Cagnes-sur-Mer, Le Cros de Cagnes, (km 150)
- Saint-Laurent-du-Var (km 152)
- Nice, Arénas (km 154)
- Nice, Magnan (km 158)
- Nice (km 161)
- Villefranche-sur-Mer (km 167)
- Beaulieu-sur-Mer (km 170)
- Èze, Èze-Bord-de-Mer (km 174)
- Cap-d'Ail (km 177)
- Monaco, Fontvieille(km 179)
- Monaco, La Condamine (km 181)
- Monaco, Monte-Carlo (km 182)
- Monaco, Le Larvotto (km 183)
- Roquebrune-Cap-Martin (km 185) DN 7